# Fiddlesticks
Fiddlesticks è un cortometraggio statunitense del 1926, diretto da Harry Edwards (1887-1952), con Harry Langdon. 

## Trama
Esasperati dal fatto che Harry Hogan, aspirante musicista senza talento, non contribuisca alle entrate della famiglia, il padre e i fratelli lo cacciano di casa, perché si dia da fare a guadagnare qualcosa.
Anche l’insegnante di contrabbasso di Harry, il maestro Von Tempo, deciso a liberarsi di lui (su pressione dei vicini di casa infastiditi dalle lamentose cacofonie) gli consegna un diploma fittizio e lo congeda.
Harry si riunisce estemporaneamente ad un gruppo di musicisti di strada, ma tutto ciò che riesce ad ottenere sono alcuni oggetti che vengono gettati dalle finestre, per farli smettere.
Passa un rigattiere, e, intenzionato ad acquistare il contrabbasso di Harry, gli chiede di suonargli qualcosa: questa volta gli oggetti gettati dalle finestre sono molto graditi al rigattiere, che li raccoglie e li stiva sul suo carretto. I due decidono di mettersi in società, e, in tal modo, e con qualche minore truffa, riescono a racimolare delle belle somme.
Harry ritorna alla casa paterna vestito come un damerino, segno inequivocabile che è sorprendentemente riuscito a fare fortuna con la musica, cosa di cui la mamma non aveva mai dubitato.